# Campionati sloveni di sci alpino 2020
I Campionati sloveni di sci alpino 2020 si sono svolti a Soriška Planina dal 18 al 19 dicembre. Il programma ha incluso gare di slalom speciale, sia maschile sia femminile. La manifestazione era originariamente in programma a Krvavec tra il 25 marzo e il 4 aprile e prevedeva anche gare di discesa libera, supergigante, slalom gigante, combinata e slalom parallelo, sia maschili sia femminili, ma era stata annullata a causa alla pandemia di COVID-19.
Trattandosi di competizioni valide anche ai fini del punteggio FIS, vi hanno potuto partecipare anche sciatori di altre federazioni, senza che questo consentisse loro di concorrere al titolo nazionale sloveno. 

## Risultati

### Uomini

#### Discesa libera
La gara, originariamente in programma il 1º aprile a Krvavec, è stata annullata.

#### Supergigante
La gara, originariamente in programma il 2 aprile a Krvavec, è stata annullata.

#### Slalom gigante
La gara, originariamente in programma il 27 marzo a Krvavec, è stata annullata.

#### Slalom speciale
| Pos. | Atleta             | Nazione              | Tempo   |
| ---- | ------------------ | -------------------- | ------- |
| 1    | Robert Poth        | Regno Unito          | 1:39,74 |
| 2    | Daniel Paulus      | Rep. Ceca            | 1:39,84 |
| 3    | Marko Šljivić      | Bosnia ed Erzegovina | 1:40,11 |
| 4    | Barnabás Szőllős   | Israele              | 1:40,27 |
| 5    | Filip Krota        | Croazia              | 1:40,76 |
| 6    | Anže Gartner       | Slovenia             | 1:40,78 |
| 7    | Jędrzej Jasiczek   | Polonia              | 1:40,88 |
| 8    | Tvrtko Ljutić      | Croazia              | 1:41,17 |
| 9    | Žak Žirovnik       | Slovenia             | 1:41,20 |
| 10   | Max Geißler-Hauber | Germania             | 1:41,53 |
|      |                    |                      |         |
| 13   | Rožle Krelj        | Slovenia             | 1:46,45 |

Data: 19 dicembre

Località: Soriška Planina

#### Combinata
La gara, originariamente in programma il 3 aprile a Krvavec, è stata annullata.

#### Slalom parallelo
La gara, originariamente in programma il 28 marzo a Krvavec, è stata annullata.

### Donne

#### Discesa libera
La gara, originariamente in programma il 1º aprile a Krvavec, è stata annullata.

#### Supergigante
La gara, originariamente in programma il 2 aprile a Krvavec, è stata annullata.

#### Slalom gigante
La gara, originariamente in programma il 27 marzo a Krvavec, è stata annullata.

#### Slalom speciale
| Pos. | Atleta               | Nazione     | Tempo   |
| ---- | -------------------- | ----------- | ------- |
| 1    | Marija Škanova       | Bielorussia | 1:40,15 |
| 2    | Anja Oplotnik        | Slovenia    | 1:42,94 |
| 3    | Zoe Zimmermann       | Stati Uniti | 1:44,10 |
| 4    | Zazie Huml           | Rep. Ceca   | 1:44,73 |
| 5    | Vitalina Girina      | Russia      | 1:44,91 |
| 6    | Miho Mizutani        | Giappone    | 1:45,42 |
| 7    | Ula Stella Podrepšek | Slovenia    | 1:46,31 |
| 8    | Alena Labaštová      | Rep. Ceca   | 1:46,67 |
| 9    | Lenka Niňajová       | Slovacchia  | 1:47,60 |
| 10   | Laura Šišková        | Rep. Ceca   | 1:47,86 |
| 11   | Nina Drobnič         | Slovenia    | 1:48,61 |

Data: 18 dicembre

Località: Soriška Planina

#### Combinata
La gara, originariamente in programma il 3 aprile a Krvavec, è stata annullata.

#### Slalom parallelo
La gara, originariamente in programma il 28 marzo a Krvavec, è stata annullata.